# Marionina alaskae
Marionina alaskae är en ringmaskart som beskrevs av Eisen 1904. Marionina alaskae ingår i släktet Marionina och familjen småringmaskar. Inga underarter finns listade i Catalogue of Life.